# Fujiwara no Munesuke
Fujiwara no Munesuke (藤原宗輔, [[[1077]] - 1162] Erro: {{japonês}}: texto da transliteração contém caractere não latino (pos 19) (ajuda), também conhecido como Hachikai daijin), filho de Fujiwara no Munetoshi, foi membro da Corte no final do período Heian da história do Japão. Fez parte do Ramo Matsuki do Clã Fujiwara. 

## Carreira
Munesuke tornou-se membro da corte no reinado do Imperador Horikawa (1087 a 1107), participou dos reinados do Imperador Toba (1107 a 1123), Imperador Sutoku (1123 a 1142), do Imperador Konoe (1142 a 1155), do Imperador Go-Shirakawa (1155 a 1158) e do Imperador Nijo (1158 a 1165).
Tornou-se Sangi em 1128. Foi promovido a Chūnagon em 1133.
Quando era Chūnagon tinha a mania de oferecer uma grande quantidade de crisântemos ao Imperador em Clausura Toba.
Em 1142 foi promovido a Dainagon, cargo que manteve até a Rebelião Hōgen em 1156.
Alguns meses depois foi nomeado Udaijin até o ano seguinte quando passa a ocupar o cargo de Daijō Daijin entre 1157 e  1160. 
Sua habilidade em música e dança Bugaku era sempre falada. No final de sua vida, afirmam que ele disse: "Eu não tenho ressentimento em morrer, mas ser incapaz de tocar a flauta é insuportável".
Seu apelido Hachikai (apicultor) estava relacionado ao habito de passar horas nos jardins observando as abelhas por entre as plantações de crisântemos e peonias.
| Precedido por Sanjō Saneyuki       | 29º Daijō Daijin (1157 - 1160) | Sucedido por Fujiwara no Koremichi |
| Precedido por Minamoto no Masasada | 73º Udaijin (1156 - 1157)      | Sucedido por Konoe Motozane        |